# Деснянська вулиця (Київ, Солом'янський район)
Десня́нська ву́лиця — вулиця в Солом'янському районі міста Києва, місцевість Караваєві Дачі. Пролягає від вулиці Олекси Тихого до вулиці Андрія Мельника.
Прилучається Машинобудівна вулиця та провулок Оксани Вороніної.

## Історія
Виникла наприкінці 10-х — на початку 20-х років XX століття, складалася з Андріївського та Борщагівського провулків. Сучасна назва — з 1955 року.